# 小行星2517
小行星2517（2517 Orma）是一颗围绕太阳公转的小行星。1968年9月28日，保羅·維爾特在齐美尔瓦尔德发现了此天体。
該小行星以「痕跡」的義大利語命名。
这颗小行星的绝对星等为296.2907166085356等。